# Frontbewährung
Frontbewährung bezeichnet während des Zweiten Weltkriegs in der deutschen Wehrmacht einen besonderen militärischen Einsatz, zumeist in vorderster Linie.

## Beschreibung
In der deutschen Wehrmacht gab es während des Zweiten Weltkrieges zwei vorgeschriebene Arten der Frontbewährung:
- Offizieranwärter absolvierten nach Lehrgängen in den Garnisonen ihre Frontbewährung – i. d. R. drei Monate – bei ihren angestammten Truppenteilen.
- Soldaten aller Dienstränge konnten zur Frontbewährung von einem Militärgericht verurteilt oder einem dazu befugten Kommandeur wegen eines Vergehens bestraft werden. Teilweise erfolgte dies auch in Umwandlung einer zunächst verhängten Todesstrafe oder Gefängnisstrafe. Diese Soldaten wurden besonderen Einheiten, den Bewährungsbataillonen, zugewiesen, wo sie durch besonderen Einsatz ihre „soldatische Ehre“ zurückerlangen konnten.